# استیون سوییت
استیون سوییت (انگلیسی: Steven Sweet؛ زادهٔ ۲۹ اکتبر ۱۹۶۵) موسیقی‌دان، و تصویرگر اهل ایالات متحده آمریکا است. وی از سال ۱۹۸۳ میلادی تاکنون مشغول فعالیت بوده است.